# Bailey County
Das Bailey County ist ein County im Bundesstaat Texas der Vereinigten Staaten. Das U.S. Census Bureau hat bei der Volkszählung 2020 eine Einwohnerzahl von 6.904 ermittelt. Der Sitz der County-Verwaltung (County Seat) befindet sich in Muleshoe. Das County gehört zu den Dry Countys, was bedeutet, dass der Verkauf von Alkohol eingeschränkt oder verboten ist.

## Geographie
Das County liegt im Nordwesten von Texas an der Grenze zu New Mexico und hat eine Fläche von 2143 Quadratkilometern, wovon 2 Quadratkilometer Wasserfläche sind. Es grenzt im Uhrzeigersinn an folgende Countys: Parmer County, Lamb County, Hockley County, Cochran County.

## Geschichte
Bailey County wurde am 21. August 1876 aus Teilen des Bexar County gebildet und die Verwaltungsorganisation im Jahr 1917 beendet. Benannt wurde es nach Peter James Bailey III. (1812–1836), einem Soldaten, der bei der Schlacht von Alamo fiel.

## Demografische Daten

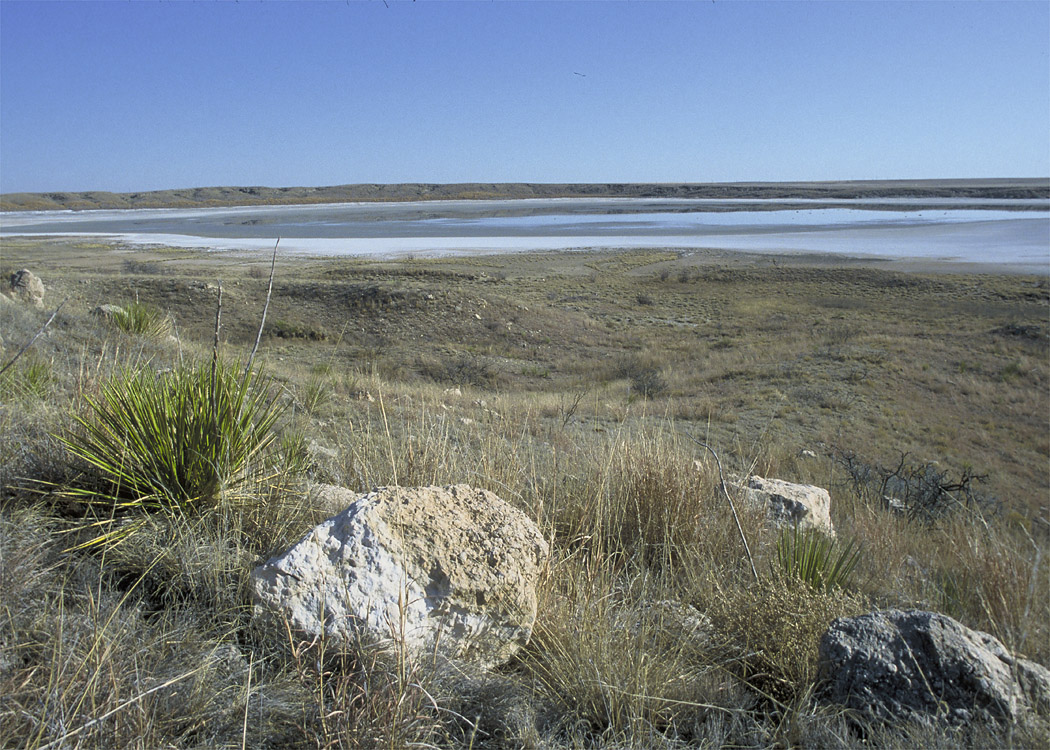
Der Muleshoe Goose Lake im Muleshoe National Wildlife Refuge

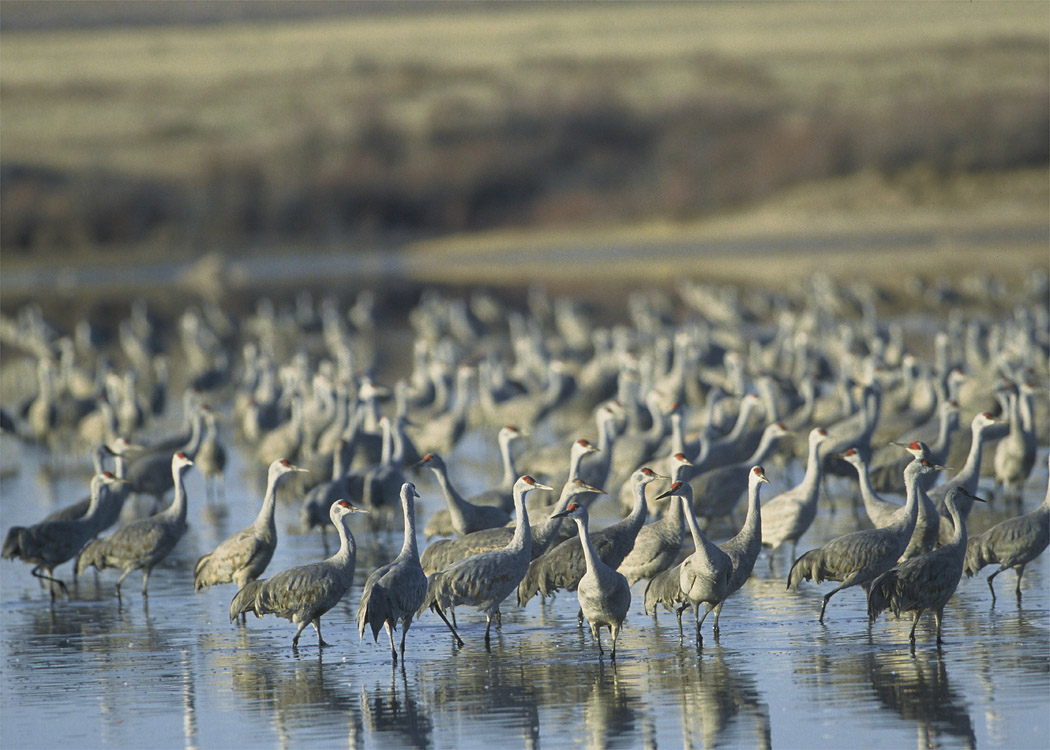
Kraniche im Muleshoe National Wildlife Refuge

Nach der Volkszählung im Jahr 2000 lebten im Bailey County 6.594 Menschen in 2.348 Haushalten und 1.777 Familien. Die Bevölkerungsdichte betrug 3 Einwohner pro Quadratkilometer. Ethnisch betrachtet setzte sich die Bevölkerung zusammen aus 66,68 Prozent Weißen, 1,27 Prozent Afroamerikanern, 0,65 Prozent amerikanischen Ureinwohnern, 0,14 Prozent Asiaten und 28,60 Prozent aus anderen ethnischen Gruppen; 2,65 Prozent stammten von zwei oder mehr Ethnien ab. 47,30 Prozent der Einwohner waren spanischer oder lateinamerikanischer Abstammung.
Von den 2.348 Haushalten hatten 37,1 Prozent Kinder oder Jugendliche, die mit ihnen zusammen lebten. 64,9 Prozent waren verheiratete, zusammenlebende Paare 7,5 Prozent waren allein erziehende Mütter und 24,3 Prozent waren keine Familien. 22,3 Prozent waren Singlehaushalte und in 12,8 Prozent lebten Menschen im Alter von 65 Jahren oder darüber. Die durchschnittliche Haushaltsgröße betrug 2,78 und die durchschnittliche Familiengröße betrug 3,28 Personen.
30,3 Prozent der Bevölkerung war unter 18 Jahre alt, 8,6 Prozent zwischen 18 und 24, 24,7 Prozent zwischen 25 und 44, 21,2 Prozent zwischen 45 und 64 und 15,2 Prozent waren 65 Jahre alt oder älter. Das Medianalter betrug 35 Jahre. Auf 100 weibliche Personen kamen 96 männliche Personen und auf 100 Frauen im Alter von 18 Jahren oder darüber kamen 94,1 Männer.
Das jährliche Durchschnittseinkommen eines Haushalts betrug 27.901 USD, das Durchschnittseinkommen einer Familie betrug 32.898 USD. Männer hatten ein Durchschnittseinkommen von 25.150 USD, Frauen 18.309 USD. Das Prokopfeinkommen betrug 12.979 USD. 13,5 Prozent der Familien und 16,7 Prozent der Einwohner lebten unterhalb der Armutsgrenze.

## Orte im County
- Baileyboro
- Bula
- Enochs
- Fairview
- Maple
- Muleshoe
- Needmore
- Progress
- Stegall

## Schutzgebiete und Parks
- Babe Ruth Park
- City Park
- Clark Monument Number 4
- Muleshoe City Park
- Muleshoe National Wildlife Refuge